# TTS-1
TTS-1 (Test and Training Satellite 1), também conhecido como TETR-1 e ERS-30, foi um satélite artificial estadunidense laçado em 13 de dezembro de 1967 por meio de um foguete Delta E a partir Cabo Canaveral.

## Características
O TTS-1 foi um dos membros de sucesso da família de satélites ERS (Environmental Research Satellites), pequenos satélites lançados como carga secundária junto com satélites maiores para fazer testes de tecnologias e estudos do ambiente espacial. O TTS-1 foi lançado no mesmo foguete que a Pioneer 8 e sua função foi servir de satélite de treinamento para as estações terrestres atribuídas ao projeto Apollo, para o qual levava a bordo um transponder de 9,5 watts em banda S (2101,9 M Hz e 2283,5 MHz). O mesmo tinha a forma de octaedro de cerca de 30 cm de lado e alimentação elétrica era fornecida por células solares que recobriam a superfície do satélite e recarregavam as baterias de bordo, de níquel-cádmio. O TTS-1 foi injetado em uma órbita inicial menor do que a planejado, de 482 km de apogeu e 293 km de perigeu, com uma inclinação orbital de 32,9 graus e um período de 92,3 minutos, reentrando na atmosfera em 28 de abril de 1968, chegando a cumprir a sua missão de qualquer forma.